# Doral Open
Le Doral Open est un ancien tournoi professionnel masculin de golf du PGA Tour, disputé de 1962 à 2006 à Doral, en Floride, sur le Doral Golf Resort & Spa. Le vainqueur de la première édition est Billy Casper, le dernier est Tiger Woods.

## Palmarès
| année                           | Vainqueur                    | Nationalité                  | Score                        | bourse (en $)                |
| Doral C.C. Open Invitational    | Doral C.C. Open Invitational | Doral C.C. Open Invitational | Doral C.C. Open Invitational | Doral C.C. Open Invitational |
| ------------------------------- | ---------------------------- | ---------------------------- | ---------------------------- | ---------------------------- |
| 1962                            | Billy Casper (1)             | États-Unis                   | 283 (-5)                     | 9,000                        |
| 1963                            | Dan Sikes                    | États-Unis                   | 283 (-5)                     | 9,000                        |
| Doral Open Invitational         |                              |                              |                              |                              |
| 1964                            | Billy Casper (2)             | États-Unis                   | 277 (-11)                    | 7,500                        |
| 1965                            | Doug Sanders (1)             | États-Unis                   | 274 (-14)                    | 11,000                       |
| 1966                            | Phil Rodgers                 | États-Unis                   | 278 (-10)                    | 20,000                       |
| 1967                            | Doug Sanders (2)             | États-Unis                   | 275 (-9)                     | 20,000                       |
| 1968                            | Gardner Dickinson            | États-Unis                   | 275 (-13)                    | 20,000                       |
| 1969                            | Tom Shaw                     | États-Unis                   | 276 (-12)                    | 30,000                       |
| Doral-Eastern Open Invitational |                              |                              |                              |                              |
| 1970                            | Mike Hill                    | États-Unis                   | 279 (-9)                     | 30,000                       |
| 1971                            | J. C. Snead                  | États-Unis                   | 275 (-13)                    | 30,000                       |
| Doral-Eastern Open              |                              |                              |                              |                              |
| 1972                            | Jack Nicklaus (1)            | États-Unis                   | 276 (-12)                    | 30,000                       |
| 1973                            | Lee Trevino                  | États-Unis                   | 276 (-12)                    | 30,000                       |
| 1974                            | Buddy Allin                  | États-Unis                   | 272 (-16)                    | 30,000                       |
| 1975                            | Jack Nicklaus (2)            | États-Unis                   | 276 (-12)                    | 30,000                       |
| 1976                            | Hubert Green                 | États-Unis                   | 270 (-18)                    | 40,000                       |
| 1977                            | Andy Bean (1)                | États-Unis                   | 277 (-11)                    | 40,000                       |
| 1978                            | Tom Weiskopf                 | États-Unis                   | 272 (-16)                    | 40,000                       |
| 1979                            | Mark McCumber (1)            | États-Unis                   | 279 (-9)                     | 45,000                       |
| 1980                            | Raymond Floyd (1)            | États-Unis                   | 279 (-9)PO                   | 45,000                       |
| 1981                            | Raymond Floyd (2)            | États-Unis                   | 273 (-15)                    | 45,000                       |
| 1982                            | Andy Bean (2)                | États-Unis                   | 278 (-10)                    | 54,000                       |
| 1983                            | Gary Koch                    | États-Unis                   | 271 (-17)                    | 54,000                       |
| 1984                            | Tom Kite                     | États-Unis                   | 272 (-16)                    | 72,000                       |
| 1985                            | Mark McCumber (2)            | États-Unis                   | 284 (-4)                     | 72,000                       |
| 1986                            | Andy Bean (3)                | États-Unis                   | 276 (-12)PO                  | 90,000                       |
| Doral - Ryder Open              |                              |                              |                              |                              |
| 1987                            | Lanny Wadkins                | États-Unis                   | 277 (-11)                    | 180,000                      |
| 1988                            | Ben Crenshaw                 | États-Unis                   | 274 (-14)                    | 180,000                      |
| 1989                            | Bill Glasson                 | États-Unis                   | 275 (-13)                    | 234,000                      |
| 1990                            | Greg Norman (1)              | Australie                    | 273 (-15)PO                  | 252,000                      |
| 1991                            | Rocco Mediate                | États-Unis                   | 276 (-12)PO                  | 252,000                      |
| 1992                            | Raymond Floyd (3)            | États-Unis                   | 271 (-17)                    | 252,000                      |
| 1993                            | Greg Norman (2)              | Australie                    | 265 (-23)                    | 252,000                      |
| 1994                            | John Huston                  | États-Unis                   | 274 (-14)                    | 252,000                      |
| 1995                            | Nick Faldo                   | Angleterre                   | 273 (-15)                    | 270,000                      |
| 1996                            | Greg Norman (3)              | Australie                    | 269 (-19)                    | 324,000                      |
| 1997                            | Steve Elkington (1)          | Australie                    | 275 (-13)                    | 324,000                      |
| 1998                            | Michael Bradley              | États-Unis                   | 278 (-10)                    | 360,000                      |
| 1999                            | Steve Elkington (2)          | Australie                    | 275 (-13)                    | 540,000                      |
| 2000                            | Jim Furyk                    | États-Unis                   | 265 (-23)                    | 540,000                      |
| Genuity Championship            |                              |                              |                              |                              |
| 2001                            | Joe Durant                   | États-Unis                   | 270 (-18)                    | 810,000                      |
| 2002                            | Ernie Els                    | Afrique du Sud               | 271 (-17)                    | 846,000                      |
| Ford Championship at Doral      |                              |                              |                              |                              |
| 2003                            | Scott Hoch                   | États-Unis                   | 271 (-17)PO                  | 900,000                      |
| 2004                            | Craig Parry                  | Australie                    | 271 (-17)PO                  | 900,000                      |
| 2005                            | Tiger Woods (1)              | États-Unis                   | 264 (-24)                    | 990,000                      |
| 2006                            | Tiger Woods (2)              | États-Unis                   | 268 (-20)                    | 990,000                      |

Remarque: le chiffre en parenthèse à côté du joueur correspond au nombre de titre obtenu dans cette compétition.